# Porterandia glabrifolia
Porterandia glabrifolia är en måreväxtart som beskrevs av Henry Nicholas Ridley. Porterandia glabrifolia ingår i släktet Porterandia och familjen måreväxter. Inga underarter finns listade i Catalogue of Life.